# Orazio Farnese

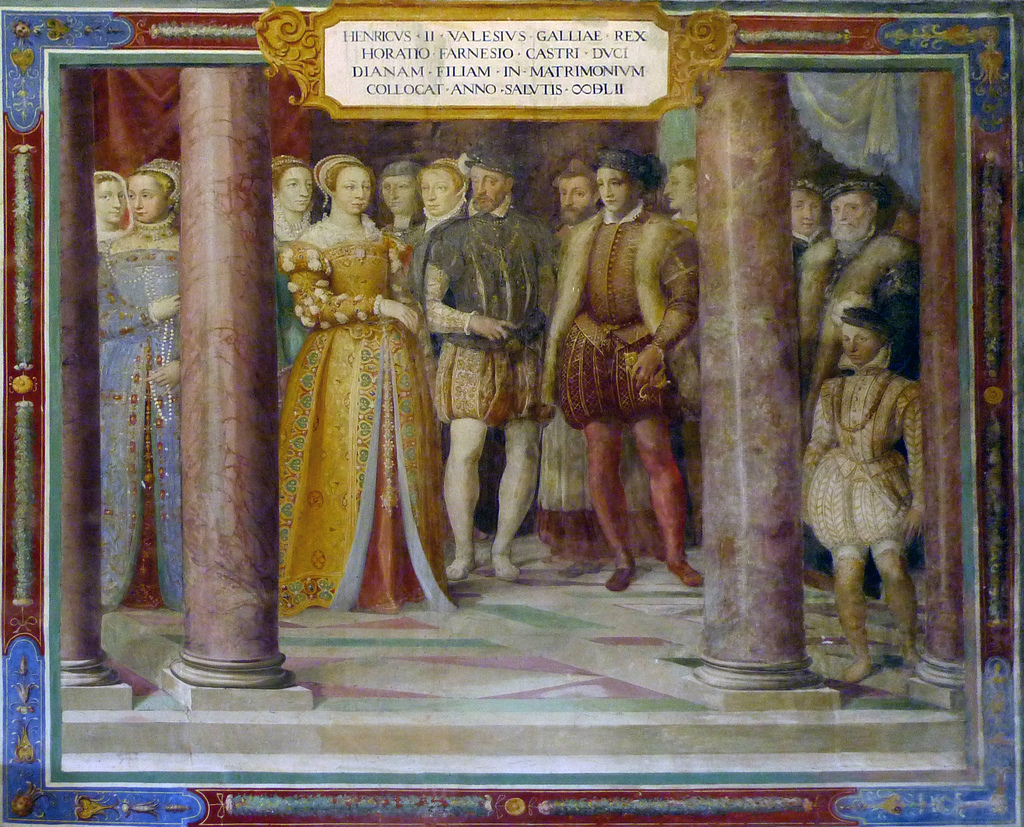
Heirat Orazio Farneses mit Diane de France, Fresko im Palazzo Farnese in Caprarola

Orazio Farnese (* 1531 in Valentano; † 18. Juli 1553 in Hesdin) war der vierte Sohn von Pier Luigi II. Farnese (und damit der Enkel des Papstes Paul III.), und Gerolama Orsini. Er war dritter Herzog von Castro.

## Biografie
Orazio Farnese wurde im Schloss Valentano geboren. Seine Brüder waren die Kardinäle Alessandro Farnese und Ranuccio Farnese sowie Ottavio Farnese, der Herzog von Parma. 1543, im Alter von zwölf Jahren, wurde er aus diplomatischen Gründen (die Farnese wollten das Gleichgewicht zwischen Frankreich und dem Kaiser wahren) zur Erziehung an den französischen Hof geschickt. Vier Jahre später, im Juni 1547 wurde zwischen Beauftragten des Königs Heinrich II. und des Papstes ein Ehevertrag unterzeichnet, der Orazio und Diane de France, die uneheliche Tochter des Königs, betraf. Orazio erhielt die Zusage auf das Herzogtum Castro sowie eine Rente von 25.000 Ecu. Durch Pier Luigis Tod im gleichen Jahr trat die Nachfolge im Herzogtum ein, darüber hinaus wurde Orazio zum Präfekt von Rom ernannt.
1551 verlor er im Zusammenhang mit den Auseinandersetzungen um Parma (Papst Paul III. war 1549 gestorben) das Amt des Präfekten und auch das Herzogtum, das von beschlagnahmt und an allen befestigten Orten mit päpstlichen Garnisonen besetzt wurde. 1552 gab im Julius III. nach dem Friedensschluss das Herzogtum zurück.
Die Hochzeit mit Diane fand am 14. Februar 1553 auf Kosten Heinrichs II. in Paris statt. Im Sommer des gleichen Jahres befand er sich in Hesdin an der Grenze zum Artois, als Herzog Emmanuel Philibert von Savoyen im Auftrag des Kaisers Karl V. die Stadt belagerte. Der Herzog von Castro wurde am 18. Juli 1553 durch ein Geschoss aus einer Arkebuse getötet.
Da Diane nicht schwanger war und Orazio Farnese somit keinen Erben hatte, ging das Herzogtum Castro in die Hände seines Bruders Ottavio Farnese über.
| Vorgänger       | Amt                         | Nachfolger      |
| --------------- | --------------------------- | --------------- |
| Ottavio Farnese | Herzog von Castro 1547–1553 | Ottavio Farnese |

| Personendaten    | Personendaten     |
| ---------------- | ----------------- |
| NAME             | Farnese, Orazio   |
| KURZBESCHREIBUNG | Herzog von Castro |
| GEBURTSDATUM     | 1531              |
| GEBURTSORT       | Valentano         |
| STERBEDATUM      | 18. Juli 1553     |
| STERBEORT        | Hesdin            |